# Aldo Rebecchi
Aldo Rebecchi (Toscolano Maderno, 10 aprile 1946 – Brescia, 6 dicembre 2021) è stato un politico italiano.

## Biografia
Nacque il 10 aprile 1946 a Toscolano Maderno, da Gaetano, operaio originario di Tremosine, e da Ida Falconi. Nel 1950 la famiglia si trasferì a Brescia nell'abitazione della famiglia materna presso la vecchia cascina del Violino attorno alla quale negli anni seguenti si sviluppò il Villaggio Violino. All'età di 16 anni inizia a lavorare a Mompiano come operaio presso la «Modelleria Bresciana», iscrivendosi ai corsi serali dell'ITIS «Benedetto Castelli» dove si diplomò come perito industriale.
Nel 1967 fu assunto all'Enel come addetto alla manutenzione dell'illuminazione pubblica. Iniziò l'impegno sindacale nella «Federazione nazionale Lavoratori dell'Energia» (FNLE), di cui divenne presto segretario provinciale; nello stesso periodo contribuì a costituire la sezione del PSIUP del Violino. Nel 1979 divenne segretario provinciale bresciano della CGIL rimanendovi fino al 1987 quando fu eletto alla Camera dei deputati nelle elezioni politiche del 1987 per il PCI, a cui aveva nel frattempo aderito.
Dopo lo scioglimento del PCI aderì al PDS e venne confermato a Montecitorio nelle elezioni del 1992, dove assunse la vicepresidenza della commissione Lavoro alla Camera, e in quelle del 1994. Alle elezioni amministrative dell'anno dopo, fu eletto consigliere provinciale con la coalizione di centrosinistra condotta da Andrea Lepidi che lo nominò vicepresidente della provincia. Preferendo la politica locale, non si candidò alle elezioni politiche del 1996; come componente di giunta seguì alcune crisi aziendali dell'epoca, come la Berardi e l'Innse. Nel 1999, al termine del mandato provinciale, tornò a Montecitorio, avendo vinto le elezioni suppletive del collegio di Brescia-Flero, convocate per sostituire Paolo Corsini (nel frattempo eletto Sindaco di Brescia); nella parte finale della XIII legislatura fece parte dei Democratici di Sinistra. Concluse il proprio mandato parlamentare nel 2001.
Dal 1999 al 2009 fu consigliere provinciale, sedendo tra i banchi dell'opposizione di centrosinistra alle due amministrazioni di Alberto Cavalli. Dal 2008 al 2013 è stato anche consigliere comunale a Brescia nelle file del Partito Democratico e in opposizione alla Giunta Paroli. Dopo la vittoria di Emilio Del Bono alle elezioni comunali del 2013 fu nominato coordinatore dello staff del sindaco.
Dal 1998 fino alla morte fu presidente del «Banco di prova» di Gardone Val Trompia. Nel 2010 fu nominato presidente della Fondazione Luigi Micheletti. Nel 2014, condusse la cordata bresciana per rilevare la gestione del Brescia Calcio. Nel 2019, l'Ateneo di Brescia gli conferì il «Premio Brescianità».
Morì il 6 dicembre 2021 presso l'ospedale Fondazione Poliambulanza di Brescia dopo una breve malattia, all'età di 75 anni.